# Lyonnais
Lyonnais es una antigua provincia de Francia, que hoy corresponde al sureste del departamento del Ródano y a una gran parte del territorio metropolitano de Lyon.

## Historia
Lyonnais se subdividió en tres provincias:
- El país plano de Lyonnais, que corresponde a las montañas de Lyonnais. El adjetivo plano no se refiere aquí al relieve, que es de media montaña, sino al hecho de que esta provincia no se consideraba privilegiada y estaba notablemente sujeta a su talla;
- la ciudad de Lyon, no tallable;
- El Lyonnais Franco, una pequeña provincia que no se puede tallar, se encuentra al norte de Lyon, a lo largo del Saona.

Otras dos provincias formaron con Lyonnais el «gobierno de Lyonnais»:
- Beaujolais;
- Forez.

Entre 1754 y 1756, la provincia se vio gravemente afectada por los estragos de la bestia de Lyonnais, que causa una treintena de víctimas.

## Geografía
La mayoría de los montes de Lyonnais se consideran de media montaña.
El punto culminante de los montes de Lyonnais es el monte Boussuivre con a 1 004 metros de altitud.
Está ubicado en el municipio de Violay (42).

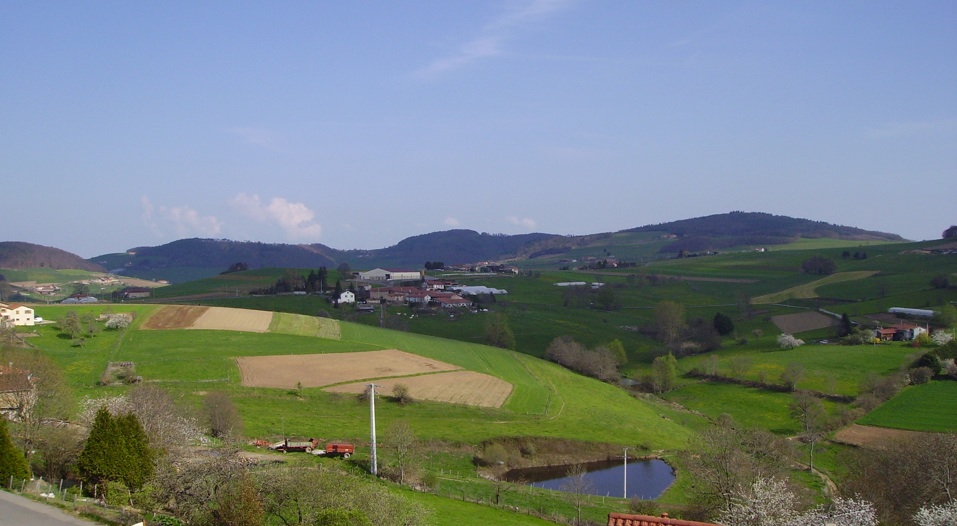
Paisaje típico de los montes de Lyonnais.

## Notas y referencias

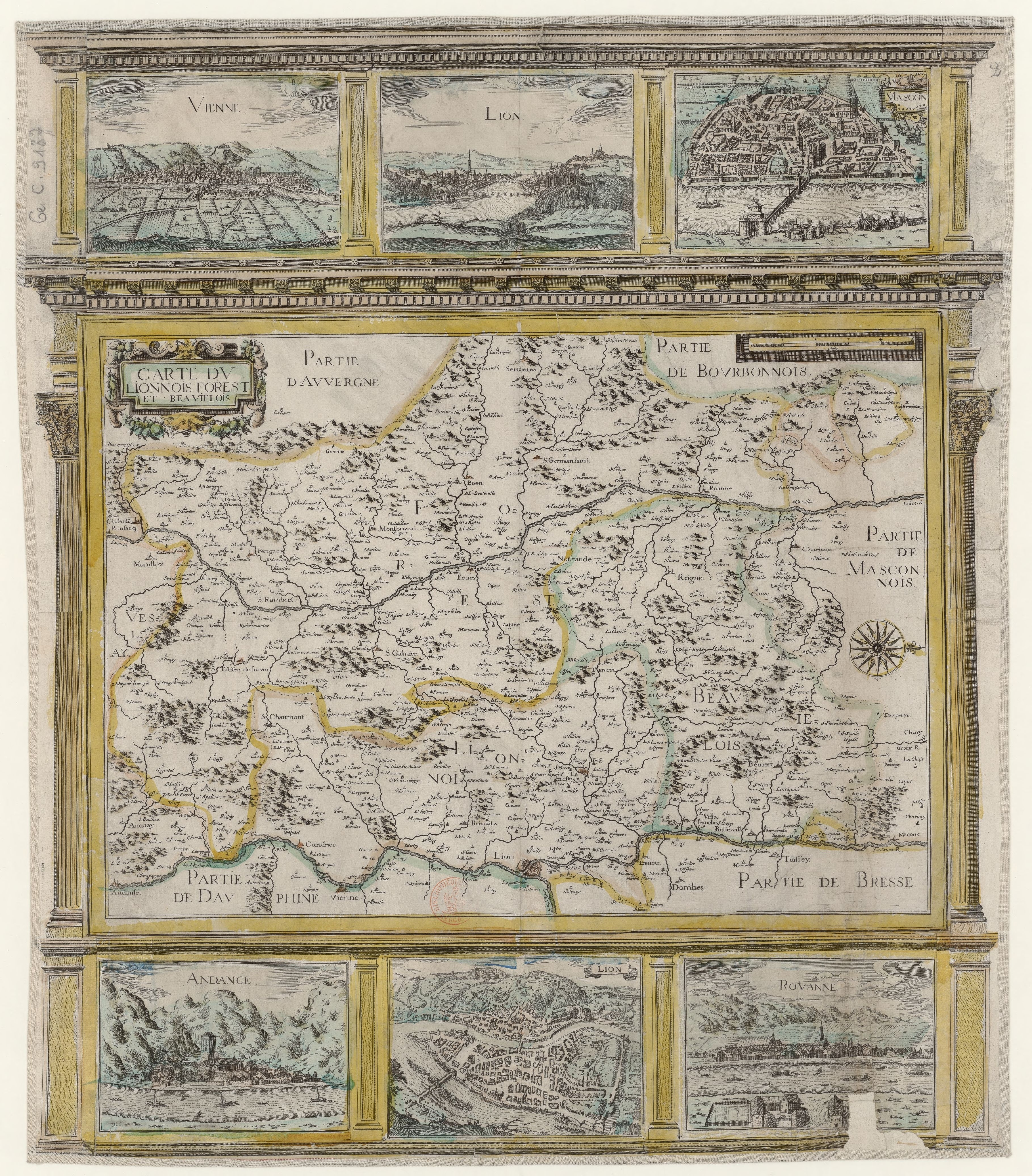
Mapa de 1649